# Résolution 1725 du Conseil de sécurité des Nations unies
Membres permanents
- Chine
- États-Unis
- France
- Royaume-Uni
- Russie

Membres non permanents
- Argentine
- Congo
- Danemark
- Ghana
- Grèce
- Japon
- Pérou
- Qatar
- Slovaquie
- Tanzanie

Résolution no 1724 Résolution no 1726
La Résolution 1725 du Conseil de sécurité des Nations unies, prise à l'unanimité du Conseil le 6 décembre 2006 sous le chapitre VII de la Charte des Nations unies, autorise le déploiement d'une « mission de protection et de formation en Somalie » par les États membres de l'Union africaine et de l'IGAD (ou Autorité intergouvernementale pour le développement), soit la Somalie, l'Éthiopie, le Kenya, l'Ouganda, le Soudan, l'Érythrée et Djibouti, pour « protéger les membres des institutions fédérales de transition », former leurs forces de sécurité et « suivre les progrès réalisés par les institutions fédérales de transition et l’Union des tribunaux islamiques dans l’application des accords issus » de la déclaration de Khartoum de septembre 2006.

## Texte
- Résolution 1725 Sur fr.wikisource.org
- Résolution 1725 Sur en.wikisource.org